# Ga Văn Xá
Ga Văn Xá là một nhà ga xe lửa tại phường Hương Văn, thị xã Hương Trà, thành phố Huế. Nhà ga là một điểm trên tuyến đường sắt Bắc Nam tiếp nối sau ga Hiền Sỹ và trước ga Huế. Lý trình ga: Km 678 + 140.